# دينيسي أوستين
دينيسي أوستين (بالإنجليزية: Denise Austin)‏ هي صحفية ورائدة أعمال أمريكية، ولدت في 13 فبراير 1957 في سان بدروس ‏ في الولايات المتحدة.

## وصلات خارجية
- الموقع الرسمي
- دينيسي أوستين على موقع IMDb (الإنجليزية)
- دينيسي أوستين على موقع قاعدة بيانات الفيلم (الإنجليزية)